# Lei do selo
A Lei do Selo (Stamp Act ou Duties in American Colonies Act 1765, em inglês) foi aprovada pelo Parlamento Inglês em 1765, estabelecendo que todos os documentos em circulação na América Britânica deveriam receber selos provenientes da metrópole. A Lei do Selo determinava que todos os jornais, livros e documentos publicados nas colônias deveriam pagar uma taxa, o que implicava mais despesas para os colonos. Foi revogada em 1766.

## História

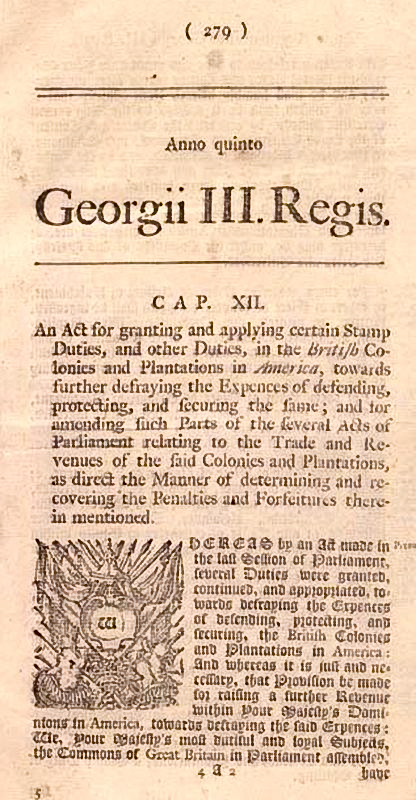
Aviso da Lei do selo de 1765 num jornal

A Lei do selo foi um Ato do Parlamento da Grã-Bretanha que impôs um imposto direto sobre as colônias britânicas na América e exigiu muitos materiais impressos nas colônias, ser produzido em papel estampado produzido em Londres, levando um selo de receita em relevo. Os materiais impressos incluíam documentos legais, revistas, cartas de baralho, jornais e muitos outros tipos de papel usados nas colônias, e tinham que ser pagos em moeda britânica, não empapel-moeda colonial.
O objetivo do imposto era pagar pelas tropas militares britânicas estacionadas nas colônias americanas após a Guerra Franco-Indígena, mas os colonos nunca temeram uma invasão francesa para começar e alegaram que já haviam pago sua parte na guerra despesas. Eles sugeriram que na verdade era uma questão de patrocínio britânico para os oficiais britânicos excedentes e soldados de carreira que deveriam ser pagos por Londres.
A Lei do Selo foi muito impopular entre os colonos. A maioria considerou uma violação de seus direitos como ingleses serem tributados sem seu consentimento - consentimento que apenas as legislaturas coloniais poderiam conceder. Seu slogan era No taxation without representation -  "Não há tributação sem representação". As assembléias coloniais enviaram petições e protestos, e o Stamp Act Congress - "Congresso da Lei do Selo", realizado na cidade de Nova York, foi a primeira resposta colonial conjunta significativa a qualquer medida britânica quando ela fez uma petição ao Parlamento e ao rei.
Um membro do Parlamento britânico argumentou que os colonos americanos não eram diferentes dos 90 por cento da Grã-Bretanha que não possuíam propriedades e, portanto, não podiam votar, mas que, no entanto, eram "virtualmente" representados por eleitores proprietários de terras e representantes que tinham interesses comuns com eles. Daniel Dulany, um advogado e político de Maryland, refutou isso em um panfleto amplamente lido, apontando que as relações entre os americanos e os eleitores ingleses eram "um nó fraco demais para ser confiável" para uma representação adequada, "virtual" ou então. Grupos de protesto locais estabeleceram Comitês de Correspondência que criou uma coalizão frouxa da Nova Inglaterra a Maryland. Os protestos e manifestações aumentaram, muitas vezes iniciados pelos Filhos da Liberdade e ocasionalmente envolvendo o enforcamento de efígies. Muito em breve, todos os distribuidores de imposto de selo foram intimidados a renunciar às suas comissões, e o imposto nunca foi efetivamente cobrado.
A oposição à Lei do Selo não se limitou às colônias. Comerciantes e fabricantes britânicos pressionaram o Parlamento porque suas exportações para as colônias foram ameaçadas por boicotes. A lei foi revogada em 18 de março de 1766 por uma questão de conveniência, mas o Parlamento afirmou seu poder de legislar para as colônias "em todos os casos", aprovando também o Ato Declaratório. Uma série de novos impostos e regulamentações se seguiram - da mesma forma que os americanos se opuseram. O episódio desempenhou um papel importante na definição das 27 queixas coloniais que foram claramente expressas no texto da seção de Acusação de George III da Declaração de Independência dos Estados Unidos, possibilitando a resistência colonial organizada que levou à Revolução Americana em 1775.